# José Vicente Train
José Vicente Train, conocido como Vicente Train (Barcelona, España, 19 de diciembre de 1931), es un exfutbolista español. Jugaba de portero y desarrolló la mayor parte de su carrera en el RCD Espanyol y el Real Madrid. Ganó en tres ocasiones el Trofeo Zamora y fue campeón de la Eurocopa 1964 con la selección de España. Era conocido como Vicente el grapas por su seguridad en el blocaje del balón.

## Trayectoria
Nacido en el barrio de Gràcia de Barcelona, dio sus primeros pasos como futbolista en el Centro Aragonés de la ciudad condal. Luego, pasó por las categorías inferiores del Mollet. Los técnicos del FC Barcelona le descartaron tras una prueba y acabó recalando en el rival ciudadano, el RCD Espanyol.
Cuando llega a Sarriá, en 1955, se encuentra con el doble ganador del Trofeo Zamora, Marcel Domingo, y Miguel Soler, que le cierran el camino a la titularidad. Aun así, fue otro legendario portero blanquiazul, Ricardo Zamora, por entonces entrenador espanyolista, quien le dio la posibilidad de debutar en Primera División esa misma temporada. Fue en la última jornada de liga, el 22 de abril de 1956, en un encuentro ante el Deportivo Alavés que terminó con victoria por 6-0.
A partir de la siguiente temporada, con la marcha de Domingo, Vicente Train logra asentarse en la titularidad y durante cuatro años se convirtió en el referente indiscutible de la portería espanyolista y uno de los guardametas más destacados del campeonato español, lo que le abrió las puertas del Real Madrid. Defendió la portería blanca durante cuatro temporadas en las que conquitó cuatro títulos de Liga, una Copa de España y fue dos veces subcampeón de la Copa de Europa. En el plano personal, conquistó en tres ocasiones el Trofeo Zamora al portero menos goleado de la liga. Sus actuaciones en el Madrid le abrieron también las puertas de la selección española.
Ante la pujanza de porteros más jóvenes, también internacionales, como  Betancort y Araquistain, Vicente Train acabó abandonando el club el verano de 1964 para incorporarse a las filas del RCD Mallorca. En el club balear permaneció dos temporadas para pasar luego al Deportivo de La Coruña, donde concluyó su carrera en 1967.

## Selección nacional
Su debut con el combinado nacional tuvo lugar el 2 de abril de 1961, en un amistoso en el Santiago Bernabéu entre España y Francia.  
Fue internacional en siete ocasiones con la selección española, con la que se proclamó campeón de la Eurocopa en 1964, aunque sin jugar ningún partido en la fase final.

### Participaciones en torneos internacionales
| Mundial       | Sede   | Resultado |
| ------------- | ------ | --------- |
| Eurocopa 1964 | España | Campeón   |

## Carrera internacional
| Selección | Temporada | Partidos | Goles encajados |
| --------- | --------- | -------- | --------------- |
| España    | 1960–61   | 2        | 0               |
| España    | 1961–62   | -        | -               |
| España    | 1962–63   | 5        | 9               |

## Clubes
| Club                   | País   | Año       |
| ---------------------- | ------ | --------- |
| RCD Espanyol           | España | 1955-1960 |
| Real Madrid            | España | 1960-1964 |
| RCD Mallorca           | España | 1964-1966 |
| Deportivo de La Coruña | España | 1966-1967 |

## Palmarés

### Campeonatos nacionales
| Título         | Club        | País   | Año  |
| -------------- | ----------- | ------ | ---- |
| Liga española  | Real Madrid | España | 1961 |
| Liga española  | Real Madrid | España | 1962 |
| Copa de España | Real Madrid | España | 1962 |
| Liga española  | Real Madrid | España | 1963 |
| Liga española  | Real Madrid | España | 1964 |

### Copas internacionales
| Título   | Club                | País   | Año  |
| -------- | ------------------- | ------ | ---- |
| Eurocopa | Selección de España | España | 1964 |

### Distinciones individuales
| Distinción    | Año  |
| ------------- | ---- |
| Trofeo Zamora | 1961 |
| Trofeo Zamora | 1963 |
| Trofeo Zamora | 1964 |